# جون تريفور
جون تريفور (بالإنجليزية: John Trevor)‏ هو سياسي بريطاني وبريطاني، ولد في 1563 في المملكة المتحدة، وتوفي في 1630.

## مناصب
- انتخب Member of the 1625 Parliament ‏ عن دائرة East Looe ‏.
- انتخب Member of the 1621-22 Parliament ‏ عن دائرة Bodmin ‏.
- انتخب Member of the 1614 Parliament ‏ عن دائرة Bletchingley ‏.
- انتخب Member of the 1604-11 Parliament ‏ عن دائرة Bletchingley ‏.
- انتخب Member of the 1601 Parliament ‏ عن دائرة Reigate ‏.
- انتخب Member of the 1597-98 Parliament ‏ عن دائرة Bletchingley ‏.
- انتخب Member of the 1593 Parliament ‏ عن دائرة Reigate ‏.
- انتخب عضو مجلس النواب في البرلمان البريطاني.